# Cratere Jumo (Rea)
Jumo è un cratere sulla superficie di Rea.